# Bernardo Falcone
Bernardo Falcone, né le 31 août 1983 à Rio de Janeiro dans l’État de Rio de Janeiro, est un acteur et chanteur brésilien. 

## Biographie
Falcone a étudié la musique en 1995, ses débuts à la télévision ont eu lieu en 2007 dans une petite participation à la telenovela Amigas & Rivais. En 2008, il est allé à Disney Channel et a participé à l’émission, High School Musical: A Seleção éliminé au cours de la semaine 4. En 2009 également chez Disney, Bernardo a joué dans le sitem Quando Toca o Sino rester jusqu’en 2011. 
En 2011, il s’est démarqué au niveau national pour intepretar Téo dans la telenovela Rebelde Brasil,,,. et en 2014, il a joué dans le sitem Plano Alto. 

## Filmographie

### Télevision
- 2007: Amigas & Rivais: Garçon à la fête de la piscine (1 épisodé)
- 2008: High School Musical: A Seleção: lui-même
- 2009: Quando Toca o Sino: Fred
- 2011: Rebelde Brasil: Téo Marques
- 2014: Plano Alto: Rico
- 2017: Belaventura: Ian (1 épisodé)

### Cinéma
- 2010: High School Musical: O Desafio: Bernardo